# Пісківська сільська рада (Пустомитівський район)
Пісківська сільська рада — орган місцевого самоврядування у Пустомитівському районі Львівської області з адміністративним центром у с. Піски.

## Загальні відомості
Історична дата утворення: в 1940 році.
На території сільської ради знаходиться озеро Пісецьке.

## Населені пункти
Сільській раді підпорядковані населені пункти:
- с. Піски

## Склад ради
- Сільський голова: Дмитрах Василь Євгенович
- Секретар сільської ради: Завидівська Марія Іванівна
- Касир сільської ради: Кащак Зеновія Ярославівна
- Бухгалтер сільської ради: Мацяк Галина Степанівна
- Загальний склад ради: 12 депутатів

### Керівний склад ради
| ПІБ                      | Основні відомості                                                 | Дата обрання | Дата звільнення |
| ------------------------ | ----------------------------------------------------------------- | ------------ | --------------- |
| Собкович Іван Дмитрович  | Сільський голова, 1947 року народження, освіта, безпартійний      | 26.03.2006   | 31.10.2010      |
| Дмитрах Василь Євгенович | Сільський голова, 1975 року народження, освіта вища, безпартійний | 31.10.2010   |                 |

Примітка: таблиця складена за даними джерела

### Депутати
Результати місцевих виборів 2010 року за даними ЦВК
| № зп | № округу | Прізвище, ім'я, по батькові  | Дата визнання обраним | Відомості про обраного депутата                                                          |
| ---- | -------- | ---------------------------- | --------------------- | ---------------------------------------------------------------------------------------- |
| 1    | 1        | Хомин Роман Степанович       | 04.11.2010            | Освіта середня, позапартійний, Залізничний відділ УДСО м. Львова, охоронець              |
| 2    | 2        | Бей Ігор Михайлович          | 04.11.2010            | Освіта середня, позапартійний, тимчасово не працює                                       |
| 3    | 3        | Кащак Зеновія Ярославівна    | 04.11.2010            | Освіта середня, позапартійна, Пісківська сільська рада, касир                            |
| 4    | 4        | Романович Наталія Богданівна | 04.11.2010            | Освіта вища, позапартійна, тимчасово не працює                                           |
| 5    | 5        | Кріль Богдан Іванович        | 04.11.2010            | Освіта середня, позапартійний, тимчасово не працює                                       |
| 6    | 6        | Гаврилів Богдан Михайлович   | 04.11.2010            | Освіта середня, позапартійний, Укргазпромбуд СУ-7, газоелектрозварювальни                |
| 7    | 7        | Мацяк Галина Степанівна      | 04.11.2010            | Освіта середня спеціальна, позапартійна, Пісківська сільська рада, бухгалтер             |
| 8    | 8        | Садова Наталія Михайлівна    | 04.11.2010            | Освіта середня, член Всеукраїнського об'єднання «Батьківщина», тимчасово не працює       |
| 9    | 9        | Юнко Наталія Володимирівна   | 04.11.2010            | Освіта середня, позапартійна, фельдшерсько-акушерський пункт с. Піски, молодша медсестра |
| 10   | 10       | Горбаль Микола Богданович    | 04.11.2010            | Освіта середня, позапартійний, Національний університет «Львівська політехніка», студент |
| 11   | 11       | Скакун Михайло Михайлович    | 04.11.2010            | Освіта середня, позапартійний, Енергоресурсінвест, маляр                                 |
| 12   | 12       | Завидівська Марія Іванівна   | 04.11.2010            | Освіта вища, позапартійна, Пісківська сільська рада, секретар                            |